# Notre-Dame-du-Sacré-Cœur-d'Issoudun
Pour les articles homonymes, voir Issoudun (homonymie) et Notre-Dame du Sacré-Cœur (homonymie).
Issoudun est une municipalité de paroisse de 902 personnes dans la municipalité régionale de comté de Lotbinière au Québec, située dans la région administrative de Chaudière-Appalaches. Elle est officiellement désignée Notre-Dame-du-Sacré-Cœur-d'Issoudun, mais l'utilisation est tombée en désuétude, y compris par les autorités municipales.
Cette municipalité, constituée le 4 janvier 1909, a une superficie d'environ 60,6 km2 et a une densité d'environ 14,31 habitants/km2.
Les personnes de cette municipalité sont des Issoudunois et des Issoudunoises.

## Toponymie
La municipalité est nommée en 1903 en l'honneur des révérends pères Missionnaires du Sacré-Cœur, nouvellement immigrés au Québec en provenance d'Issoudun dans l'Indre en France. Cette région française héberge un sanctuaire de pèlerinage marial important.

## Histoire
La première requête pour l'érection canonique de la municipalité a été fait en 1863 par des gens des paroisses de Saint-Antoine-de-Tilly, Saint-Apollinaire, Sainte-Croix, Saint-Édouard-de-Lotbinière et Saint-Flavien.
La requête a été acceptée en 1903, après un nombre d'habitants grandissant. L'érection canonique officielle a eu lieu en 1909.
Le 11 Août 1957, un DC-4 de Maritime Central Airways s'écrase à Issoudun. La totalité des 79 personnes présentes dans l'avion périrent.

## Géographie
La rivière Huron traverse le sud-ouest de la municipalité où le ruisseau Rivière Noire a sa confluence.

## Démographie
| 1911 | 1921 | 1931 | 1941 | 1951 |
| ---- | ---- | ---- | ---- | ---- |
| 780  | 799  | 732  | 848  | 740  |

| 1956 | 1961 | 1966 | 1971 | 1976 |
| ---- | ---- | ---- | ---- | ---- |
| 764  | 718  | 737  | 674  | 634  |

| 1981 | 1986 | 1991 | 1996 | 2001 |
| ---- | ---- | ---- | ---- | ---- |
| 687  | 734  | 744  | 759  | 776  |

| 2006 | 2011 | 2016 | 2021 | - |
| ---- | ---- | ---- | ---- | - |
| 794  | 869  | 861  | 867  | - |

## Administration
Les élections municipales se font en bloc pour le maire et les six conseillers.
| Notre-Dame-du-Sacré-Cœur-d'Issoudun Maires depuis 2001                                                               |                 |         |          |
| Élection | Maire           | Qualité | Résultat |
| 2001 | Michel Côté     |         | Voir     |
| 2005 | Annie Thériault |         | Voir     |
| 2009 | Annie Thériault | Voir    |          |
| 2013 | Annie Thériault | Voir    |          |
| 2017 | Annie Thériault | Voir    |          |
| 2021 | Annie Thériault | Voir    |          |
| Élection partielle en italique Depuis 2005, les élections sont simultanées dans toutes les municipalités québécoises |                 |         |          |

### Circonscriptions électorales provinciales et fédérales
Notre-Dame-du-Sacré-Cœur-d'Issoudun fait partie de la circonscription électorale fédérale de Lévis—Lotbinière et fait partie de la circonscription électorale provinciale de Lotbinière-Frontenac.

## Transport
La route 271 traverse cette municipalité.

## Éducation
Les écoles primaires et secondaires font partie du Centre de services scolaire des Navigateurs.

### Éducation primaire
L'école primaire la plus près est l'École de la Source à Laurier-Station.

### Éducation secondaire
L'école secondaire la plus près est l'École secondaire Pamphile-Le May à Sainte-Croix.

### Éducation collégiale
L'établissement collégial le plus près est le Centre d'études collégiales de Lotbinière, qui fait partie du Cégep de Thetford et qui est situé à Saint-Agapit.

### Éducation universitaire
L'établissement universitaire le plus près est l'Université Laval, qui est situé dans la ville de Québec.

## Santé
Située près de Laurier-Station, de Lévis et de Québec, la municipalité est desservie par différents services médicaux.

### Services médicaux
Le CLSC le plus proche est situé à Laurier-Station (CLSC de Laurier-Station) et le centre hospitalier le plus près est à Lévis (Hôtel-Dieu de Lévis).

## Médias

### Journal municipal
L'Issoudunois est un journal municipal mensuel d'Issoudun.
Le Peuple Lotbinière est un journal hebdomadaire qui couvre les nouvelles des municipalités de la municipalité régionale de comté de Lotbinière, incluant Issoudun.

## Culture et loisirs

### Jumelage
- Issoudun (France) depuis 1977